# Mutalammis
Mutalammis (arabe : المتلمس), de son vrai nom Jarîr Ibn Abd al-Masîh (arabe : جرير بن عبد المسيح), est un poète arabe préislamique chrétien mort en 580. Il est l'oncle de Tarafa, avec qui il fréquenta la cour d'al-Hira au temps de Amr Ibn Hind. Qualifié par la tradition de poète muqill, « ayant peu composé », Jumahî le range dans la septième classe des poètes jâhilites. La critique classique lui reconnaît néanmoins la paternité de nombreux maʿânî, motifs poétiques (arabe : المعاني).
Mutalammis est resté célèbre surtout pour l'histoire de « la lettre de Mutalammis » (en arabe : صحيفة المتلمس), expression devenue proverbiale en arabe, qui correspond à l'expression française « lettre de Bellérophon », désignant une lettre contenant l'ordre d'exécuter le porteur. Lui et son neveu Tarafa auraient irrité le roi d'al-Hira Amr Ibn Hind. Celui-ci, pour se venger, les auraient alors chargés chacun d'une lettre en son nom à remettre au gouverneur du Bahreïn. En chemin, Mutalammis ouvre la lettre et découvre qu'elle porte sa propre condamnation à être enterré vivant. Il jette alors la lettre dans une rivière et conjure son neveu à faire de même. Tarafa, incrédule, refuse d'écouter son oncle et court à son funeste destin.
Après cet épisode, Mutalammis se rendit à Bosra, en Syrie, où il serait mort vers 580.